# Pazzallo

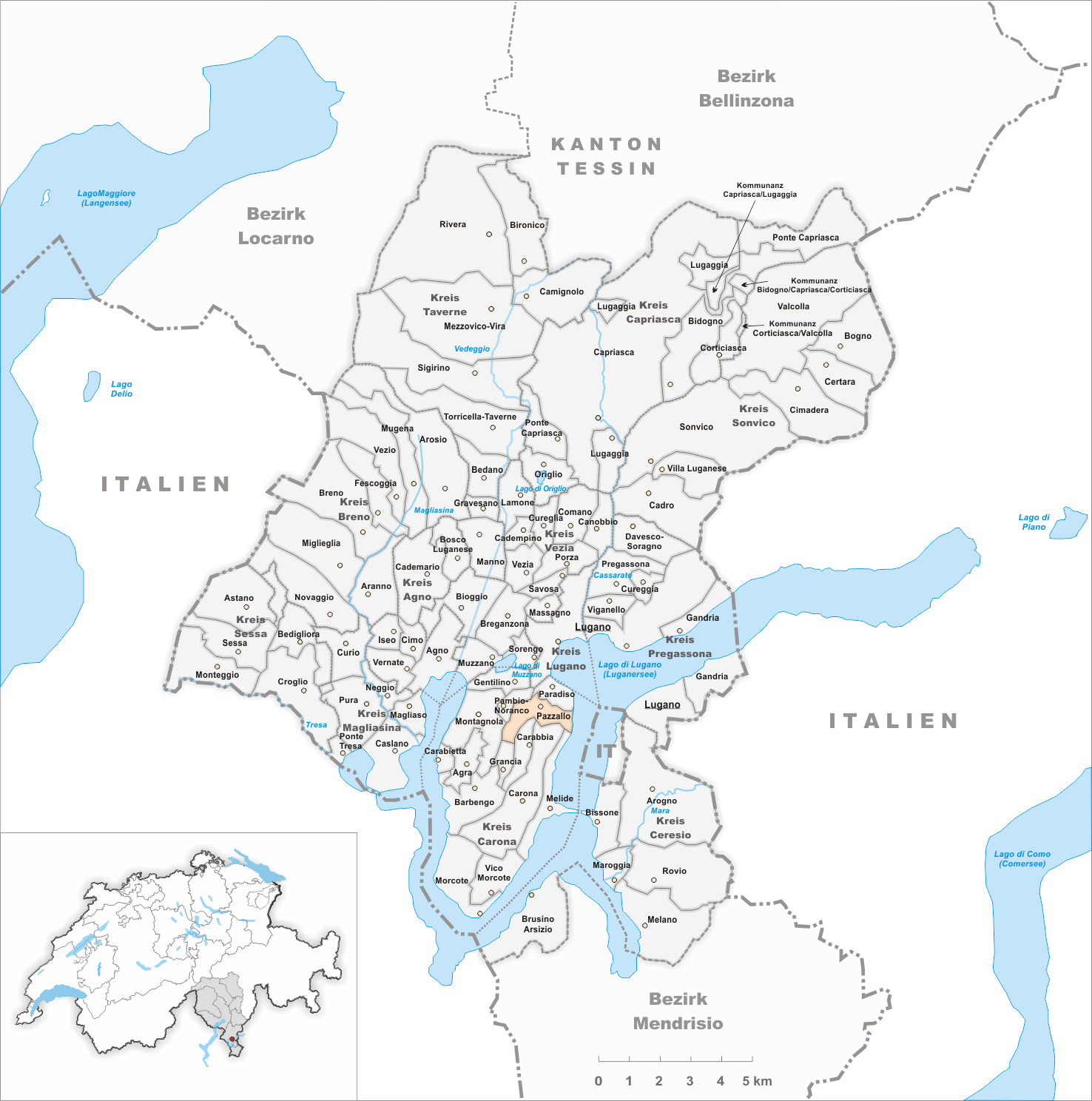
Gemeindestand vor der Fusion am 4. April 2004

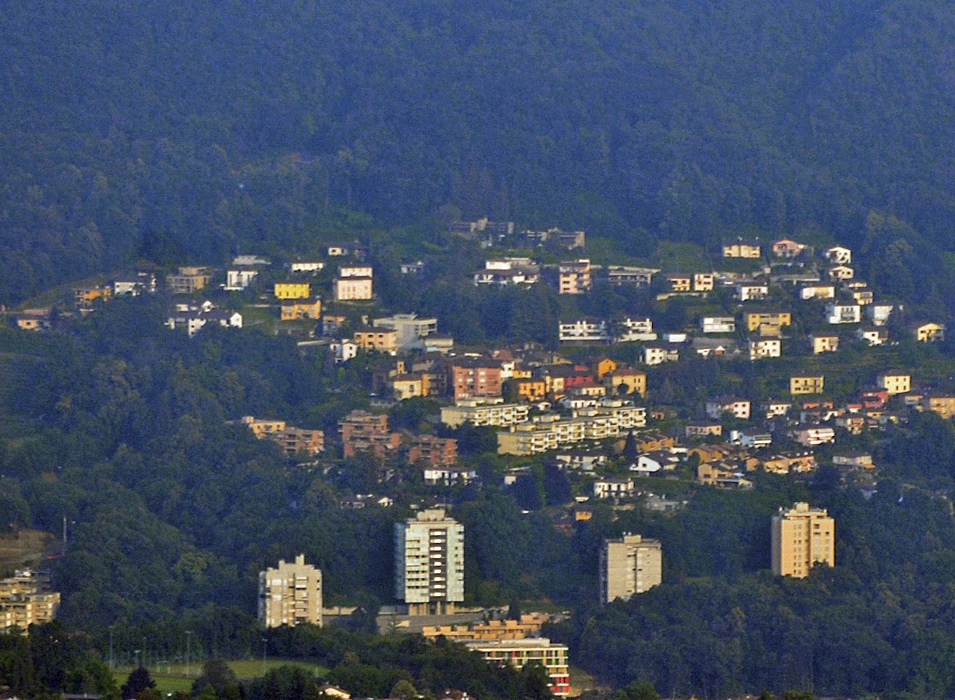
Pazzallo, von Cademario aus gesehen

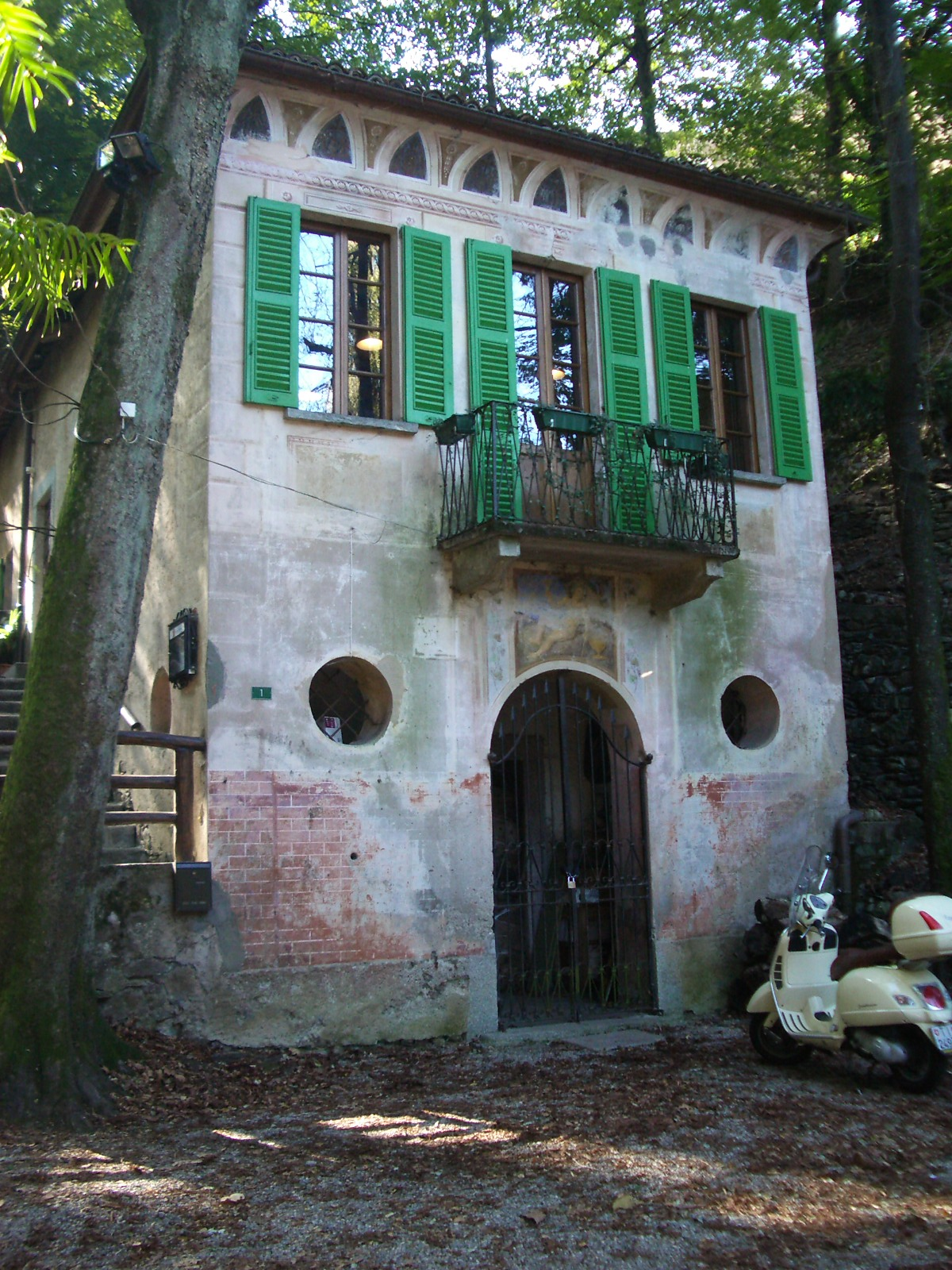
Grotto Morchino, Pazzallo, in Hermann Hesses Novelle Klingsors letzter Sommer von 1919 erwähnt

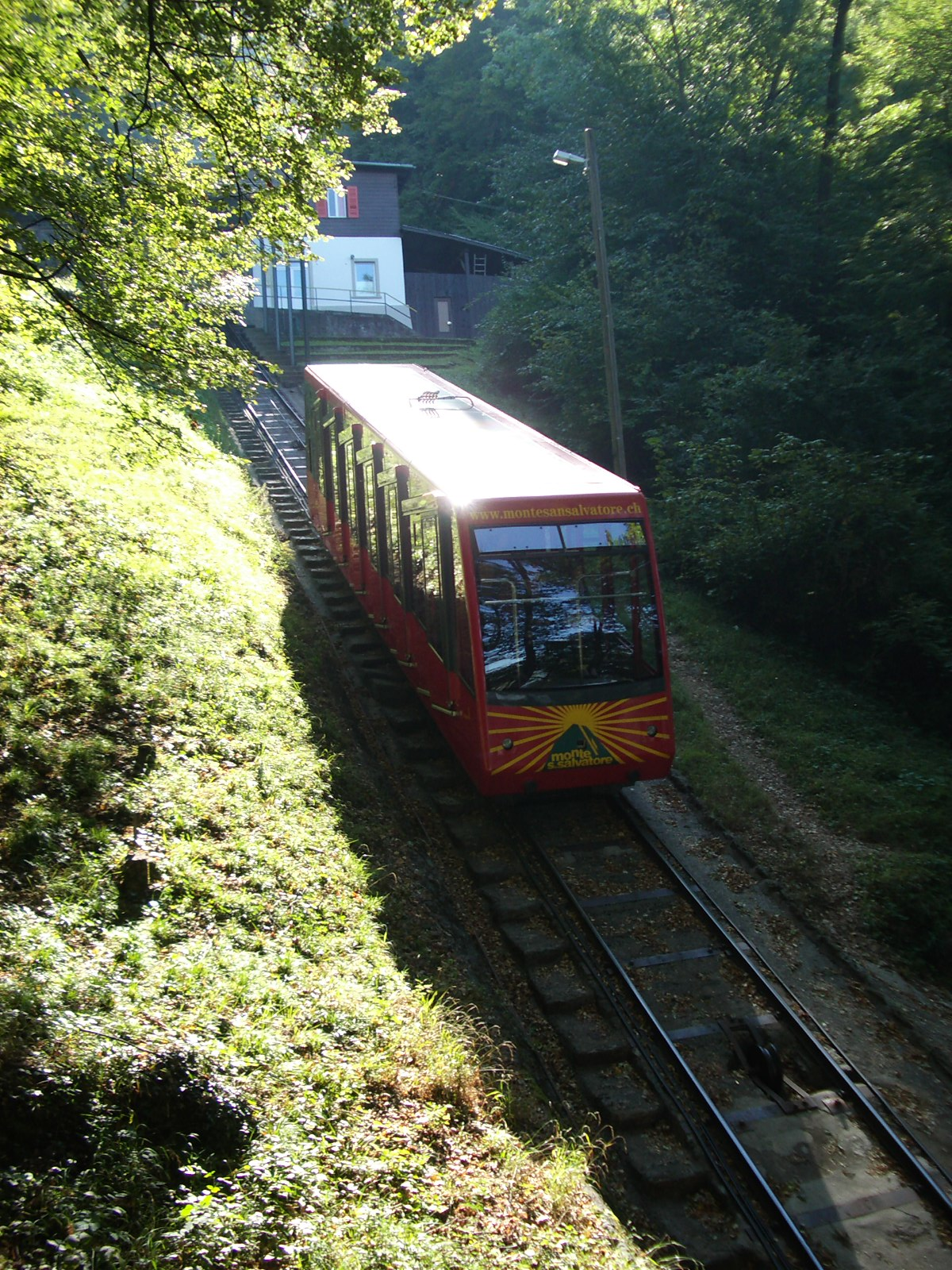
Monte San Salvatore Standseilbahn

Pazzallo ist ein Quartier der Stadt Lugano im Kreis Lugano West, im Bezirk Lugano, des Kantons Tessin in der Schweiz. Bis zur Eingemeindung in die Stadt Lugano am 4. April 2004 bildete es eine selbstständige politische Gemeinde. Es umfasste auch die Ortsteile Capo San Martino, Carzo und Senago. Der Ort hatte im Jahr 2000 1162 Einwohner.

## Geographie
Die ehemalige Gemeinde liegt auf 423 m ü. M. am Nord-Hang des Monte San Salvatore an der Bergstrasse Calprino-Pazzallo-Carabbia-Carona TI und 3 km südlich vom Bahnhof Lugano. Prachtvolle Aussicht auf Lugano und Umgebung und auf die Walliser Alpen bis zum Monte Rosa.

## Geschichte
Pazzallo wurde 932 erstmals als Paciallo erwähnt. 1996 wurden in Carzo drei Gräber aus der jüngeren Eisenzeit gefunden. Im Mittelalter gehörte es mit Pambio-Noranco und Calprino zur 1335 erstmals erwähnten Gütergemeinschaft Pambio, Concilium sancti Petri de Pamio. Die Gütergemeinschaft blieb als Zweckverband der vier Gemeinden bis 1888 erhalten. Unter den Eidgenossen kam das Dorf zur Vogtei Lugano und 1803 zum gleichnamigen Bezirk. 
Der bis 1863 zu Italien gehörende Ortsteil San Martino hiess auch Forca (Galgen) di San Martino, weil dort in der frühen Neuzeit der Galgen stand. In Pazzallo wurde Rebbau, Landwirtschaft und Seidenraupenzucht betrieben. Östlich des Dorfes befindet sich die Mittelstation der 1890 erbauten San-Salvatore-Bahn.

## Bevölkerung
Einwohnerzahlen: Volkszählungsdaten  Jahr 2024:

## Sehenswürdigkeiten
- Oratorium San Barnaba[4]
- Oratorium Santa Maria Ausiliatrice im Ortsteil Senago[4]
- Museo Mario Bernasconi (Bildhauer) und Irma Pannes[5][4]
- Betkapelle im Ortsteil Morchino[4]
- Grotto Morchino[4].

## Persönlichkeiten
- Giovan Maria da Pazzallo (* um 1500 in Pazzallo; † nach 1546 ebenda ?), Bildhauer in Genua[6]
- Giovan Pietro da Pazzallo (* um 1500 in Pazzallo; † nach 1546 ebenda ?), Bildhauer in Genua[7]
- Giovanni Antonio Cattaneo (* um 1520 in Pazzallo; † nach 1557 ebenda), Maler, schuf 1557 in Pambio eine die heilige Jungfrau darstellende Freske[8]
- Élisée Reclus (1830–1905), französischer Geograph und Anarchist
- Arthur Arnould (* 7. April 1833 in Dieuze; † 26. November 1895 in Paris), französischer Journalist, Anarchist und Schriftsteller[9]
- Silvio Calloni (* 18. Februar 1851 in Pazzallo; † 24. Februar 1931 ebenda), Naturkundelehrer am Lyzeum von Lugano[10][11]
- Mario Bernasconi (Bildhauer) (* 13. Februar 1899 in Pazzallo; † 19. März 1963 in Viganello), Bildhauer, schuf Büsten, plastische Dekoration, Brunnen und Grabmäler. Er war Ehemann von Irma Bernasconi-Pannes[12]
- Irma Bernasconi-Pannes (* 19. Februar 1902 in Krefeld; † 19. März 1971 in Lugano), Frau von Mario Bernasconi, Kunstmalerin und Bildhauerin[13][14]
- Dario Calloni (* 7. Juli 1928 in Pazzallo; † 17. Februar 2007 in Gentilino), Dozent, Schulinspektor, ehemaliges Mitglied der Fondazione Filippo Ciani, Gesamtdirektor der Gemeindeschulen von Lugano
- Eddie (Fulvio) Caruso (* 26. November 1932 in Pietrelcina), Trompeter, Studien am Konservatorium von Neapel unter Buonomo, Meldini und Jannamorelli. Erste Trompete des Gehobenen Unterhaltungsmusikorchesters von Radio della Svizzera italiana RSI Lugano (1976–1986), er spielte auch mit dem Symphonieorchester der RTSI. Er wohnt in Pazzallo.
- Luigi Augusto Cavalieri (* 4. Februar 1933 in Alessandria; † 2. Februar 2015 in Lugano), Violoncellist und Schlagzeuger, studierte am Konservatorium Giuseppe Verdi von Mailand, spielte im Orchestra d’Archi von Milano; seit 1978 wohnt er in Pazzallo und unterrichtet Schlagzeug an der Scuola musicale di Lugano und an der Accademia di musica della Svizzera italiana[15]